# Игнатьевка (Приморский край)
Игна́тьевка — село в Пожарском районе Приморского края. Административный центр Игнатьевского сельского поселения.
Основано село в 1901 г. переселенцами с Украины, на 1 января 1906 г. проживало 237 чел. Именем одного из поселенцев и было названо село. К 1919 году это было уже большое село - более 120 дворов. В советское время в с. Игнатьевка находился совхоз "Ласточка", который имел мясомолочное направление, занимался растениеводством. Общая площадь его составляла 11 400 га.
На территории Игнатьевского сельского совета находится завод по производству минеральной воды "Ласточка", имеется средняя школа, клуб, библиотека, фельдшерско-акушерский пункт.
В 1997 г. открыт памятник воинам-односельчанам, павшим в сражениях Великой Отечественной войны.

## География
Село Игнатьевка расположено на Транссибе.
Дорога к селу Игнатьевка идёт на север от села Ласточка.
Расстояние до административного центра посёлка Лучегорск (через Ласточку, далее на север по автотрассе «Уссури») около 20 км.
На запад от села Игнатьевка идёт дорога к правому берегу реки Уссури, в окрестности острова Даманский.

## Население
| 1906 | 2002 | 2005 | 2010 |
| ---- | ---- | ---- | ---- |
| 237  | ↗538 | ↗541 | ↘513 |

## Инфраструктура
- Сельскохозяйственные предприятия Пожарского района.